# EUROAVIA
EUROAVIA, l'European Association of Aerospace Students (in italiano: Associazione Europea degli Studenti del campo Aerospaziale) è un'associazione europea che riunisce gli studenti di ingegneria aerospaziale e delle discipline ad essa correlate.
Fondata nel 1959 ad Aachen, in Germania, su iniziativa di un gruppo di studenti tedeschi, olandesi, francesi e italiani, l'associazione è presente attualmente in 19 paesi e conta circa 2000 membri in 42 università.
L'associazione si propone di fare da ponte tra le università, gli studenti e l'industria nel panorama aerospaziale europeo. I suoi scopi primari sono:
- promuovere la cooperazione a livello europeo nel campo aerospaziale, fornendo ai propri membri opportunità di incontro e discussione, e incentivando lo scambio di idee;
- permettere ai soci di migliorare e approfondire le proprie conoscenze tecniche, mediante l'organizzazione di lezioni, seminari e congressi internazionali tenuti da specialisti dell'industria o dell'università;
- consentire agli studenti di familiarizzare con il loro futuro ambiente lavorativo, favorendo un contatto diretto con l'industria aerospaziale;
- rappresentare a livello internazionale gli studenti europei del campo aerospaziale.

Essendo un'associazione apolitica e senza fini di lucro, è gestita da studenti volontari in tutte le sue attività, che sono interamente finanziate dalle quote associative, dagli sponsor e dalle tasse di partecipazione agli eventi che l'associazione organizza. La sede legale si trova a Delft, nei Paesi Bassi.
Dal 2013, EUROAVIA ha anche una sede extraeuropea in Israele, presso il Technion (Israel Institute of Technology), e una in Guyana francese, presso il Centre spatial guyanais.

## Struttura
Dal punto di vista della struttura interna, EUROAVIA si configura come un'organizzazione federativa di associazioni locali note come local groups (in italiano: gruppi locali). I local groups, ciascuno dei quali è solitamente legato ad una o più università, sono classificati in diversi modi: la maggioranza di essi rientra nella categoria delle Affiliated Societies (in italiano: Società Affiliate), o AS, ovvero delle associazioni che fanno parte a pieno titolo di EUROAVIA. Ai gruppi locali che risiedono all'esterno dei confini europei (e che quindi ricadrebbero al di fuori dall'area di azione dell'associazione) è assegnato lo status di Adjunct Members (AM), che comporta una sostanziale limitazione nei loro diritti e doveri rispetto alle AS. Infine, i gruppi locali che si accingono ad essere accettati come AS o come AM sono detti rispettivamente Prospective Affiliated Societies (PAS) e Prospective Adjunct Members (PAM).

## Alumni Association
L'associazione degli Alumni è stata fondata nel 2016 alla fiera ILA di Berlino. Ha uno statuto indipendente ed è ufficialmente collegata a EUROAVIA. L'associazione Alumni di EUROAVIA vuole permettere la continuazione della esperienza EUROAVIA anche dopo il completamento del percorso scolastico, mantenendo vivo il network di relazioni anche in ambito professionale. La sua missione è quella di supportare EUROAVIA e i suoi membri attraverso attività di mentoring dedicate. Gli incontri ufficiali di EUROAVIA Alumni Archiviato il 27 marzo 2018 in Internet Archive. si tengono in concomitanza delle più importanti fiere europee di settore. 

### Local groups
Nella seguente tabella sono riportati i local groups di EUROAVIA a Settembre 2015. La mappa mette in luce la distribuzione geografica di tali gruppi.